# Azzam (iate)
Azzam (do árabe resoluto) é um iate privado construído pela Lürssen Yachts. O Azzam foi lançado em 5 de abril de 2013. Com 180 metros (590 pés) de comprimento, é o maior iate particular do mundo. Tem um feixe de 20,8 m (68'4 ") e um calado pouco usual de 4,3 m (14'1").

## Engenharia
O engenheiro Mubarak Saad al Ahbabi dirigiu a construção de Azzam, com engenharia técnica da Lürssen incluindo design de Nauta Yachts e design de interiores de Christophe Leoni. Após um ano de engenharia, o iate foi construído em três anos, o que é um tempo recorde de construção de acordo com o Superyacht Times. Azzam possui a capacidade de viajar em alta velocidade em águas quentes e rasas, proporcionando acomodações luxuosas e sofisticadas.

## Características
Entre muitas outras características, o iate tem um salão principal com 29 m de comprimento e uma viga de 18 m com um plano aberto e sem pilares. Carregando um submarino e seu próprio sistema de defesa contra mísseis, ele ainda viajará mais de 32 nós alimentados por uma combinação de duas turbinas a gás e dois motores a diesel com uma potência total de 70 MW (94.000 hp) através de quatro bombas. jatos, dois dos quais são saídas de água redondas não móveis no meio da popa, e duas com capacidades de vetorização de empuxo usando saídas de água de duto móveis posicionadas em ambos os lados das não móveis. O iate foi entregue no dia 9 de setembro de 2013.
Com um custo estimado de US $ 605 milhões, custou cerca de US $ 100 milhões a mais que o segundo maior iate particular, Eclipse.

## Propriedade e uso
Azzam foi comissionado por Khalifa bin Zayed al Nahyan, o presidente dos Emirados Árabes Unidos. O iate atualmente está listado para frete sem o preço. De acordo com a revista Motor Boat & Yacht, o iate não está disponível para fretamento, e a listagem de fretamento, semelhante ao eclipse de Roman Abramovich, visa evitar a taxação européia (os iates fretados estão isentos do imposto predial).